# Sminthurides stachi
Sminthurides stachi är en urinsektsart som beskrevs av Jeannenot 1955. Sminthurides stachi ingår i släktet Sminthurides och familjen Sminthurididae. Inga underarter finns listade i Catalogue of Life.